# Brina Nataša Zupančič
Brina Nataša Zupančič, slovenska violinistka, * 21. oktober 1977, Maribor.

## Življenjepis
Z učenjem violine je začela pri starosti pet let pri Avguštinu Peniču. Svoje glasbeno šolanje je nadaljevala na SGBŠ Maribor (violina pri prof. Mirku Petraču).
Leta 1995 je nastopila kot solistka s simfoničnim orkestrom SGBŠ Maribor s prvim stavkom Bruchovega Koncerta v g-molu, v katerem je sicer igrala kot koncertna mojstrica. Tekmovala je na državnih in mednarodnih tekmovanjih. Udeleževala se je tudi poletnih šol v Sloveniji in tujini ter seminarjev pri profesorjih I. Ozimu, P. Vernikov, U. Pešiću in G. Zhislinu.
Študirala je na Akademiji za glasbo v Ljubljani pri prof. Vasiliju Meljnikovu.
Leta 2000 je nastopila kot solistka z orkestrom Slovenske Filharmonije (Wieniawskijev Koncert za violino in ork. v d-molu, št.2). Je tudi dobitnica študentske Prešernove nagrade Univerze v Ljubljani in Akademije za glasbo v Ljubljani (za leto 2001) za izjemne glasbene dosežke.
V letih 2001−2005 je učila violino na glasbeni šoli v Celju, kjer je bila med učenci izjemno priljubljena.
Leta 2009 je pod mentorstvom prof. V. Meljnikova na AG v Ljubljani zaključila podiplomski študij specializacije violine.Trenutno deluje kot namestnica vodje sekcije drugih violin Simfonikov RTV Slovenija.
B.N.Zupančič je soustanoviteljica Zavoda aktivne kulture zak-a; sicer koncertira in snema tako v komornih zasedbah kot solistično v različnih glasbenih zvrsteh.Sodeluje tudi z gledališči AntonPodbevšekTeatra iz Novega mesta in Mestno gledališče Ljubljansko...